# Juist
Juist é uma das ilhas Frísias, e também um município da Alemanha localizado no distrito de Aurich, estado de Baixa Saxônia.